# 秦澄美鈴
秦 澄美鈴（はた すみれ、1996年5月4日 - ）は、日本の陸上競技選手（走幅跳）、ファッションモデル。大阪府八尾市出身。

## 来歴
八尾市立北山本小学校時代は6年間水泳に打ち込み、八尾市立桂中学校ではバスケットボール部に所属した。
大阪府立山本高等学校で陸上部に入部し、短距離と走高跳を始める。
武庫川女子大学に入学後、跳躍競技のコーチに走幅跳の才能を見いだされる。本格的スタートは3年生から。
2019年4月から2024年1月31日までシバタ工業株式会社に所属。
2019年6月、第103回日本陸上競技選手権大会女子走幅跳で同大会初優勝。
2022年7月15日より開催されるオレゴン世界陸上にて、日本代表に初選出される。
2023年2月12日カザフスタン・アスタナで行われる第10回アジア室内陸上に出場。室内競技における日本新記録及び大会記録となる6m64を跳躍し、国際大会初優勝を飾る。
2023年6月、第107回日本陸上競技選手権大会女子走幅跳で3年連続4度目の優勝。3連覇は池田久美子以来16年ぶり。
2023年7月14日、「2023年アジア陸上競技選手権大会」（タイ・バンコク／スパチャラサイ国立競技場）の女子走幅跳にて6回目の跳躍試技で6メートル97を跳んで優勝を果たす。これは2006年の「IAAFグランプリ大阪大会」（大阪市・長居陸上競技場）にて池田久美子が樹立した6メートル86を11センチも更新する17年ぶりの日本新記録樹立であると共に、同年8月にハンガリー・ブダペストにて開催された2023年世界陸上競技選手権大会（6メートル85）及び2024年パリオリンピック（6メートル86）の参加標準記録をクリアすることともなった。
2024年3月1日から住友電工陸上競技部に所属。現在は、走幅跳をメインに競技活動に取り組んでいる。
2024年4月22日、兵庫リレーカーニバルで6ｍ39をマークし5連覇を達成した。同年6月30日の日本選手権も6ｍ56で4年連続5度目の優勝を飾り、パリ五輪代表に決まった。
2024年パリオリンピックの陸上競技女子走り幅跳び予選では3回目に6m31cmを記録したが、全体の26位で、上位12人が進出する決勝には進めなかった。

## 主な成績
- 2020年2月	日本陸上選手権大会・室内競技 優勝	6ｍ28
- 2020年7月	大阪陸上競技選手権大会	優勝 6ｍ25
- 2020年8月	セイコーゴールデングランプリ陸上2020東京 優勝	6m24
- 2020年10月	日本陸上競技選手権大会	3位	6m12（-0.3）
- 2021 Japan Athlete Games in Osaki 6m35 優勝
- 第104回日本陸上競技選手権大会・室内競技 6ｍ33優勝
- 第69回兵庫リレーカーニバル 6m69（＋3.0）※試技2回目の6m65（＋1.1）はNGR 優勝
- 2023年2月12日 第10回アジア室内陸上（カザフスタン・アスタナ） 6m64  ※室内競技の日本新記録及び大会記録
- 2023年7月14日 2023年アジア陸上競技選手権大会 6m97 ※屋外競技の日本新記録